# جورويندير سينغ
جورويندير سينغ (16 أبريل 1986 بجالاندهار في الهند - ) هو لاعب كرة قدم هندي في مركز قلب الدفاع. لعب مع نادي إيست بنغال ونادي جاجاتجيت للقطن والمنسوجات ‏ ونادي كيرلا بلاستيرز.

## روابط خارجية
- جورويندير سينغ على موقع قاعدة بيانات كرة القدم.إي يو (الإنجليزية)
- جورويندير سينغ على موقع Soccerway.com (الإنجليزية)